# 拉希夫區
拉希夫區（羅馬化：Rakhiv Raion），是烏克蘭西部外喀爾巴阡州的一個區，行政中心設於拉希夫，面積1,845.2平方公里，2021年人口82,397，人口密度每平方公里45人。